# Sam Walton
Sam Walton   (Kingfisher, 29 de març de 1918 - Little Rock, 5 d'abril de 1992) va ser un emprenedor i empresari nord-americà conegut sobretot per fundar les empreses detallistes Walmart i Sam's Club. Wal-Mart Stores Inc. es va convertir en la corporació més gran del món per ingressos, així com l'empresa privada més gran del món. Durant un temps, Walton va ser l'home més ric d'Amèrica.

## Biografia

### Primers anys
Samuel Moore Walton era fill de Thomas Gibson Walton i Nancy Lee, i va néixer a Kingfisher (Oklahoma), on va viure a la granja dels seus pares fins al 1923. No obstant això, l'agricultura no proporcionava prou diners per formar una família i el seu pare va hipotecar la granja, i va treballar a la Walton Mortgage Company del seu germà, que era un agent de la companyia d'assegurances Metropolitan Life Insurance.
Ell i la seva família (ara amb un altre fill, James, nascut el 1921) van marxar d'Oklahoma. Es van mudar diverses vegades d'una petita ciutat a una altra durant alguns anys, principalment a Missouri. Mentre assistia al vuitè grau a Shelbina (Missouri), Sam es va convertir en l'Eagle Scout (als Boy Scouts) més jove de la història de l'estat. Ja d'adult, Walton va rebre el Distinguished Eagle Scout Award dels Boy Scouts d'Amèrica.
Finalment, la família es va traslladar a Columbia (Missouri). Creixent durant la Gran Depressió, va fer tasques per ajudar la seva família a arribar a final de mes, com era habitual en aquella època. Va fer diverses feines, com repartir diaris o vendre subscripcions a revistes. Es va graduar a l'escola secundària David H. Hickman de Columbia.

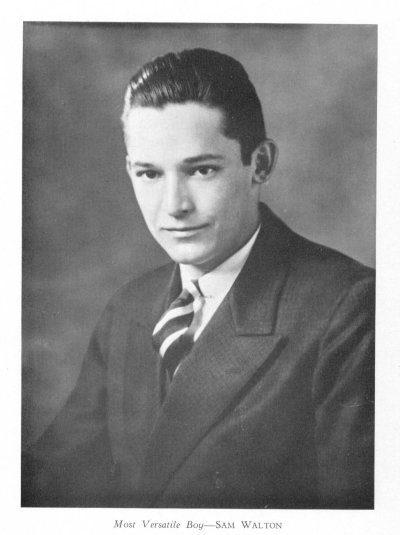
Sam Walton al seu anuari de secundària

Després de l'escola secundària, Walton va decidir anar a la universitat, amb l'esperança de trobar una millor manera d'ajudar la seva família. Va estudiar a la Universitat de Missouri. A més, Walton va ser president de la Burall Bible Class, una gran classe d'estudiants de la Universitat de Missouri i l'Stephens College. Després de graduar-se el 1940 amb una llicenciatura en economia, va ser nomenat "president permanent" de la classe.
Walton es va adonar mentre servia a l'exèrcit que volia dedicar-se al comerç minorista i començar el seu propi negoci.
Walton es va unir a JCPenney com a aprenent de direcció a Des Moines (Iowa), tres dies després de graduar-se de la universitat. Aquesta posició li pagava 75 dòlars al mes. Walton va passar aproximadament 18 mesos amb JCPenney. Va renunciar el 1942 en previsió de ser incorporat a l'exèrcit per al servei de la Segona Guerra Mundial. Mentrestant, treballava en una planta de municions de DuPont a prop de Tulsa (Oklahoma). Poc després, Walton es va unir a l'exèrcit, al cos d’intel·ligència militar, supervisant la seguretat a les plantes d’avions i als camps de presoners de guerra. En aquest càrrec va servir a Fort Douglas, a Salt Lake City (Utah). Finalment va assolir el rang de capità.

### Matrimoni
Walton es va casar amb Helen Robson el 14 de febrer de 1943, dia de Sant Valentí. Van tenir quatre fills: Samuel Robson (Rob) nascut el 1944, John Thomas (1946-2005), James Carr (Jim) nascut el 1948 i Alice Louise nascut el 1949. Walton va donar suport a diverses causes benèfiques. Ell i Helen van estar actius a la primera església presbiteriana de Bentonville; Sam va exercir com a ancian i com a professor de l'Escola Dominical, donant classes als estudiants en edat secundària. La família va fer contribucions substancials a la congregació.

### Mort
Walton va morir el diumenge 5 d'abril de 1992 (tres mesos després del trentè aniversari de Walmart), de mieloma múltiple, un tipus de càncer de sang, a Little Rock (Arkansas). La notícia de la seva mort es va transmetre per satèl·lit a les 1.960 botigues Walmart. En aquell moment la seva empresa donava feina a 380.000 persones. Les vendes anuals de prop de 50.000 milions de dòlars provenien de 1.735 Walmarts, 212 Sam's Clubs i 13 Supercenters.
Les seves restes són enterrades al cementiri de Bentonville. Va deixar la propietat de Walmart a la seva dona i als seus fills: Rob Walton va succeir al seu pare com a president de Walmart, i John Walton va ser director fins a la seva mort en un accident d'avió del 2005. Els altres no participen directament a la companyia (excepte pel seu poder de vot com a accionistes), però el seu fill Jim Walton és president d'Arvest Bank. La família Walton va ocupar cinc llocs entre les deu persones més riques dels Estats Units fins al 2005. Dues filles del germà de Sam, Bud Walton, Ann Kroenke i Nancy Laurie, tenen posicions més petites a la companyia.

## El primer Walmart
La primera botiga Walmart es va obrir el 2 de juliol de 1962 a Rogers (Arkansas). Anomenada la botiga Wal-Mart Discount City, estava situada al 719 de West Walnut Street. Va fer un esforç decidit per comercialitzar productes de fabricació americana. L'esforç va incloure la voluntat de trobar fabricants nord-americans que poguessin subministrar mercaderies per a tota la cadena Walmart a un preu prou baix per satisfer la competència estrangera.
Quan la cadena de botigues Meijer va créixer, va cridar l'atenció de Walton. Va arribar a reconèixer que el format del seu centre de finestreta única es basava en el concepte innovador original de Meijer. Contràriament a la pràctica imperant de les cadenes de botigues de descomptes nord-americanes, Walton situava botigues a ciutats petites, no a ciutats grans. Per estar a prop dels consumidors, l’única opció en aquell moment era obrir punts de venda a ciutats petites. El model de Walton oferia dos avantatges. En primer lloc, la competència existent era limitada i, en segon lloc, si una botiga era prou gran per controlar els negocis en una ciutat i els seus voltants, desanimaria a altres comerciants d’entrar al mercat.
Per fer funcionar el seu model, va posar èmfasi en la logística, especialment en la localització de botigues a un dia de trajecte dels magatzems regionals de Walmart i la distribució a través del seu propi servei de transport. La compra en volum i el lliurament eficaç van permetre la venda de productes de marca amb descompte. Així, es va aconseguir un creixement sostingut, des de les 190 botigues del 1977 fins a les 800 del 1985.
Atesa la seva escala i influència econòmica, es nota que Walmart impacta significativament en qualsevol regió on estableix una botiga. Aquests impactes, tant positius com negatius, s’han batejat com a “efecte Walmart”.

## Llegat

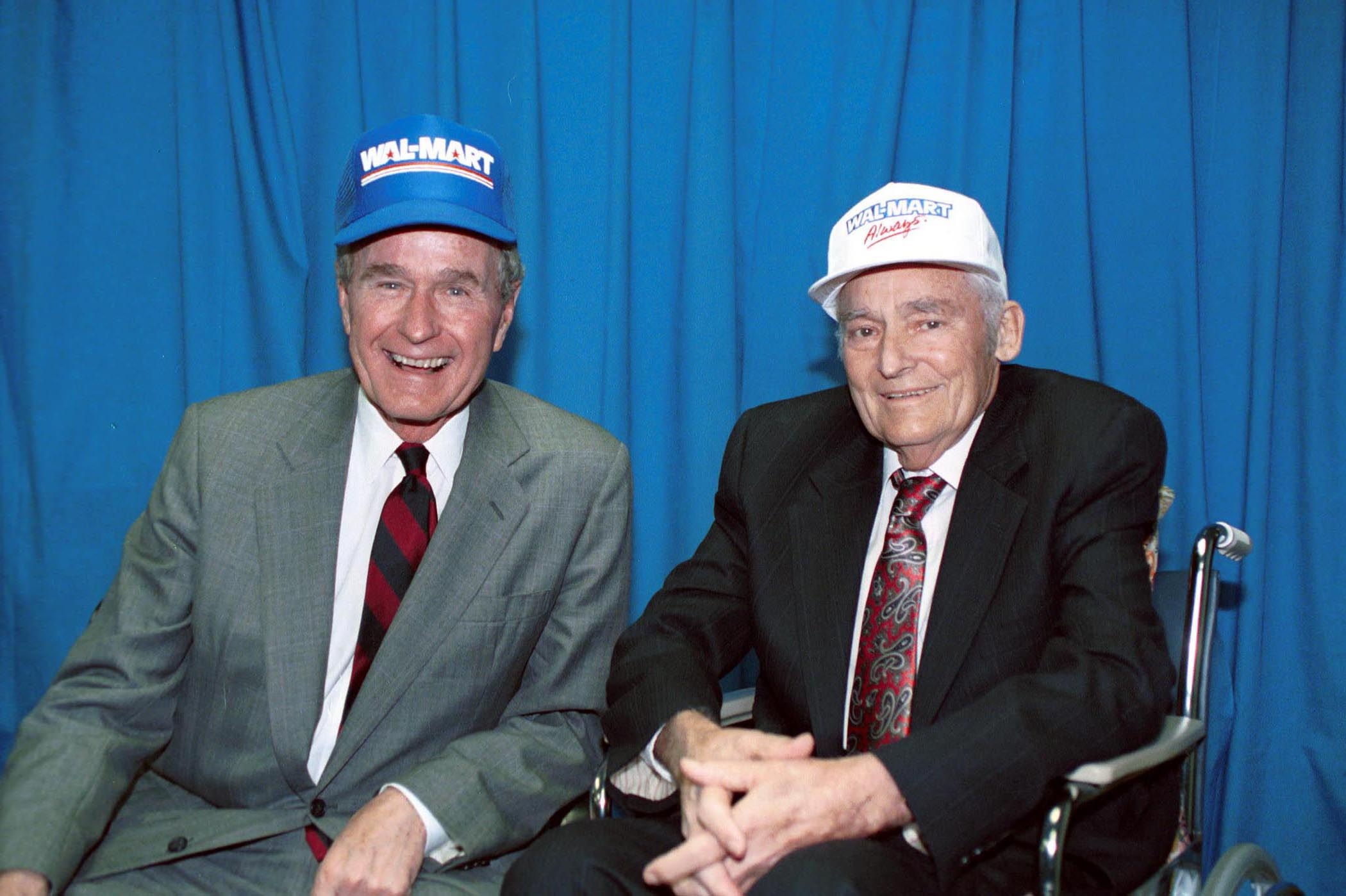
Walton i el president George H. W. Bush el març de 1992

El 1998, Walton va ser inclòs a la llista de Time de les 100 persones més influents del segle xx. Walton va ser distingit pel seu treball en el comerç al detall el març de 1992, només un mes abans de la seva mort, quan va rebre la Medalla Presidencial de la Llibertat del llavors president George H. W. Bush.
Forbes va classificar Sam Walton com la persona més rica dels Estats Units del 1982 al 1988, cedint el lloc a John Kluge el 1989 quan els editors van començar a acreditar la fortuna de Walton conjuntament amb la dels seus quatre fills (Bill Gates va encapçalar la llista per primera vegada el 1992, any en què va morir Walton).
Wal-Mart Stores, Inc. també gestiona els magatzems Sam's Club. [36] Walmart opera als Estats Units i en més de quinze mercats internacionals, inclosos: Argentina, Brasil, Canadà, Xile, Xina, Costa Rica, El Salvador, Guatemala, Índia, Sud-àfrica, Botswana, Ghana, Malawi, Moçambic, Namíbia, Tanzània, Uganda, Zàmbia, Kenya, Lesotho, Swazilàndia, Hondures, Japó, Mèxic, Nicaragua i el Regne Unit.
A la Universitat d’Arkansas, l'escola de negocis (Sam M. Walton College of Business) du el seu nom. Walton va ser inclòs al Junior Achievement Business Hall of Fame dels Estats Units el 1992.